# 슬라이 앤 더 패밀리 스톤
슬라이 앤 더 패밀리 스톤(Sly and the Family Stone)은 미국의 펑크 밴드이다.
이들의 대표곡으로는 Everyday People(1969년 전미차트 1위), Hot fun in the summertime(1969년 전미차트 2위), Dance to the music(1968년 전미차트 8위) 등이 있다. 이들은 사이키델릭 소울과 펑크의 발전 및 성장에 아주 큰 영향을 미친 그룹이다.

## 음반 목록
- A Whole New Thing (1967)
- Dance to the Music (1968)
- Life (1968)
- Stand! (1969)
- There's a Riot Goin' On (1971)
- Fresh (1973)
- Small Talk (1974)
- High on You (1975, as Sly Stone)
- Heard Ya Missed Me, Well I'm Back (1976)
- Back on the Right Track (1979)
- Ain't but the One Way (1982)